# Nicetes Ardiaca
Nicetes Ardiaca (en llatí Nicetas Archidiaconus, en grec Νικήτας) va ser ardiaca i cartofílac o guardià dels arxius eclesiàstics, de la Gran Església de Constantinoble (Magnae Ecclesiae Constantinopolitanae).
Va viure al segle xi, sobre l'any 1080.
Va escriure  Ἀναθεματισμοί o Anathematismi contra Joannem Philosophum Italu (un tractat sobre l'església ortodoxa).